# آلی نوی کوائی
آلی نوی کوائی (انگلیسی: Aliʻi nui of Kauai)، فرمانروای مستقل جزایر کوآئی و نیهاو بود.